# Toimi Tulikoura
Toimi Tulikoura (* 19. Februar 1905 in Vehkalahti, Hamina; † 30. Juli 1983 in Kuopio) war ein finnischer Weit- und Dreispringer.
Bei den Olympischen Spielen 1928 in Amsterdam kam er im Dreisprung auf den fünften und im Weitsprung auf den 19. Platz.
1929 wurde er Finnischer Meister im Dreisprung.

## Persönliche Bestleistungen
- Weitsprung: 7,05 m, 1929
- Dreisprung: 14,70 m, 2. August 1928, Amsterdam